# Jolanda de Witte
J.G.H. (Jolanda) de Witte (Maastricht, 15 januari 1958) is een Nederlands sociologe, politica en bestuurster. Ze is lid van D66. Sinds 1 juli 2019 is zij burgemeester van Albrandswaard.

## Maatschappelijke loopbaan
De Witte ging tot 1976 naar het gymnasium β aan het Rijksscholengemeenschap in Brielle en studeerde van 1976 tot 1977 geneeskunde en van 1977 tot 1982 sociologie aan de Erasmus Universiteit Rotterdam. Ze studeerde af in de bedrijfssociologie. Van 1982 tot 1985 was De Witte organisatieadviseur op het ministerie van Financiën. Van 1985 tot 1993 werkte ze bij KPN en volgde daar een management-development traject waardoor zij zich kon ontwikkelen tot leidinggevende. Ze was onder meer betrokken bij de privatisering van PTT Telecom. Van 1993 tot 2014 was De Witte onder meer directeur en bestuurder bij het CIZ en in het jeugdgezondheidszorg en het bedrijfsgezondheidszorg. Sinds 1 juli 2024 is ze voorzitter van de raad van toezicht van het RIBW Brabant.

## Politieke loopbaan
De Witte was van 2009 tot 2014 afdelingsvoorzitter van D66 in Zwijndrecht. Van 2014 tot 2019 was ze er wethouder van onder andere jeugd, Wmo, gezondheid, onderwijs, sport en cultuur. Sinds 1 juli 2019 is ze burgemeester van Albrandswaard met in haar portefeuille openbare orde en veiligheid, communicatie en algemeen bestuur. Op 23 september 2024 werd door De Witte bekendgemaakt dat ze per 1 juli 2025 stopt als burgemeester.

## Persoonlijk
De Witte is geboren in Maastricht. Vanaf haar vijfde levensjaar groeiden zij en haar drie jaar jongere broer op in Brielle en Rozenburg wegens het werk van haar vader in de cementindustrie. Haar moeder was huisvrouw. Ze is getrouwd en heeft twee volwassen zoons. Haar man is een gepensioneerd arts die zij ontmoette tijdens haar studie in Rotterdam. Ze woonden er aan de Heemraadssingel. In haar vrije tijd houdt ze van zwemmen, hardlopen, fietsen, wandelen en theater. In haar jeugd speelde zij tennis.